# 于尼约
于尼约（法語：Unieux，法語發音：[ynjø]）是法国卢瓦尔省的一个市镇，位于该省南部，卢瓦尔河右岸，属于圣艾蒂安区。

## 地理
于尼约（45°24'6"N, 4°15'41"E）面积8.58 平方千米，位于法国奥弗涅-罗讷-阿尔卑斯大区卢瓦尔省，该省份为法国中南部省份，北起顺时针与索恩-卢瓦尔省、罗讷省、伊泽尔省、阿尔代什省、上盧瓦爾省、多姆山省和阿列省接壤。
与于尼约接壤的市镇（或旧市镇、城区）包括：萨卢瓦尔、菲尔米尼、弗赖斯、罗什拉莫利耶尔、圣艾蒂安、圣保罗昂科尔尼永。
于尼约的时区为UTC+01:00、UTC+02:00（夏令时）。

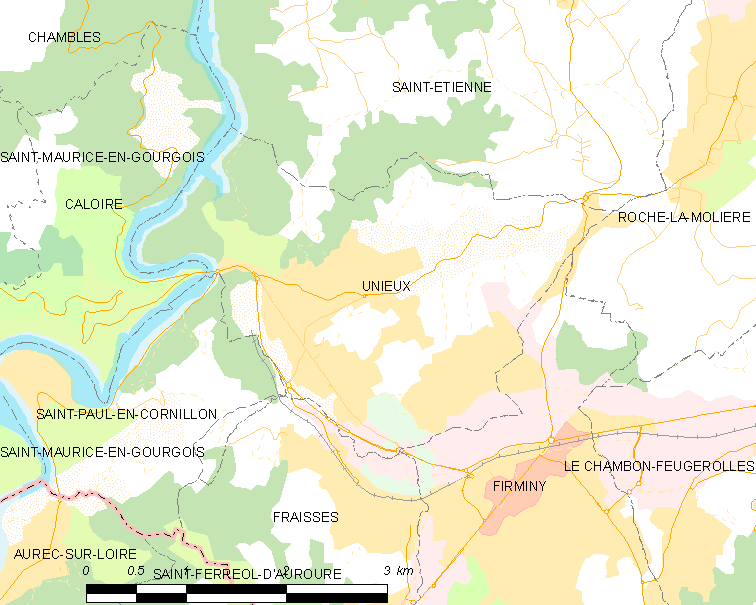
于尼约的OSM定位图

## 行政
于尼约的邮政编码为42240，INSEE市镇编码为42316。

## 政治
于尼约所属的省级选区为菲尔米尼县。

## 人口

1962-2008年间于尼约人口变化图示

于尼约于2022年1月1日时的人口数量为8495人。